# Albertovo jezero
Albertovo jezero nekoć zvano Jezero Albert Njasa i Jezero Mobutu Sese Seko, je jedno od Afričkih velikih jezera. Sedmo je po veličini jezero u Africi i 27 u svijetu, nalazi se na granici između Demokratske Republike Kongo i Ugande.

## Zemljopis
Albertovo jezero je najsjevernije od niza jezera Velike rasjedne doline u sredini Afrike, dugo je oko 160 km, i 30 km široko. Maksimalna dubina jezera je 58 m, a leži na 615 metara ispod razine mora.
Jezero ima izduljeni trapezoidni oblik, od jugozapada na sjeveroistok.
Albertovo jezero je dio kompliciranog sistema izvora Bijelog Nila. Glavne pritoke jezera su; Viktorijin Nil (zapravo Bijeli Nil) koji dolazi iz Viktorijinog jezera s jugoistoka Ugande, i rijeka Semliki koja dolazi iz Edvardovog jezera s jugozapada Ugande. Najveći otok jezera je Albertov Nil (dakle opet Bijeli Nil) na sjeverozapadnom kraju jezera, koji nedugo iza toga ulazi u Južni Sudan, i mijenja ime u Bahr al Jabal (Rijeka s brda ili Brdski Nil).
Na jugozapadnom dijelu jezera, kod ušća rijeke Semliki prostiru se velike močvare.  Iznad južnih obala jezera uzdiže se moćna Planina Ruvenzori (5 109 m.), dio velikog planinskog masiva Plave Planine koje se protežu sve do sjevernih obala. Na ugandskoj obali jezera leži jedini veći grad Butiaba a na   Albertovom Nilu nešto malo dalje od istjeka iz jezera grad Pakvač, također u Ugandi.

## Otkriće Albertovog jezera
Albertovo jezero je otkriveno u potrazi za izvorom Bijelog Nila, kojeg su europski istraživači sredinom 19. stoljećaa uporno tražili u dubokim prašumama  Mračne Afrike. Albertovo jezero otkrio je britanski istraživač i časnik Samuel Baker 14. ožujkaa 1864. Jezero je nazvao Albertovo u čast tek umrlog Princa Alberta muža britanske kraljice Viktorije.  
Kontraverzni kongoanski predsjednik 1970-ih Mobutu Sese Seko nazvao je jezero po sebi.
Britanske naftne kompanije Heritage Oil i Tullow Oil, objavile su da su pronašle velike rezerve nafte u bazenu Albertova jezera, i najavile njezinu eksploataciju u skoroj budućnosti.

## Vanjske poveznice
|  | Zajednički poslužitelj ima još gradiva o temi Albertovo jezero |

- Albertovo jezero na portalu International Lake Environment Committee (engl.)